# Dopévi Dagbé
Dopévi Dagbé (épouse Haden), dite  « Atakpaméto », née en 1919 de Kokou Dagbé et de Adjowa Fakame, dans le village d'Akparè dans la préfecture d'Ogou (120 km au nord de Lomé) et morte le 2 janvier 2020 à l'âge de 101 ans, est une militante politique togolaise, membre fondatrice de l'Alliance nationale pour le changement (ANC).

## Parcours
Militante de l’indépendance du Togo, elle était au cœur de cette lutte au sein du Comité de l'unité togolaise (CUT), la formation politique du père de l’indépendance, Sylvanus Olympio, assassiné en 1963, puis dans les rangs de l’Union des forces de changement (UFC) et enfin au sein de l’Alliance nationale pour le changement (ANC) dont elle était la présidente du Comité des sages,.